# Jhon Charría
Jhon Jairo Charría Escobar (ur. 14 maja 1978 w Candelarii) – kolumbijski piłkarz występujący najczęściej na pozycji ofensywnego pomocnika, obecnie zawodnik Boyacá Chicó.
Mistrz Kolumbii w sezonie Finalización 2003 i król strzelców ligi kolumbijskiej w sezonie Finalización 2006.